# Jacopo Tintoretto
Jacopo Tintoretto (właściwie Jacopo Robusti vel Jacopo Comin, ur. 29 września 1518 w Wenecji, zm. 31 maja 1594 tamże) – włoski malarz i rysownik okresu manieryzmu, jeden z głównych przedstawicieli szkoły weneckiej XVI wieku.

## Życiorys

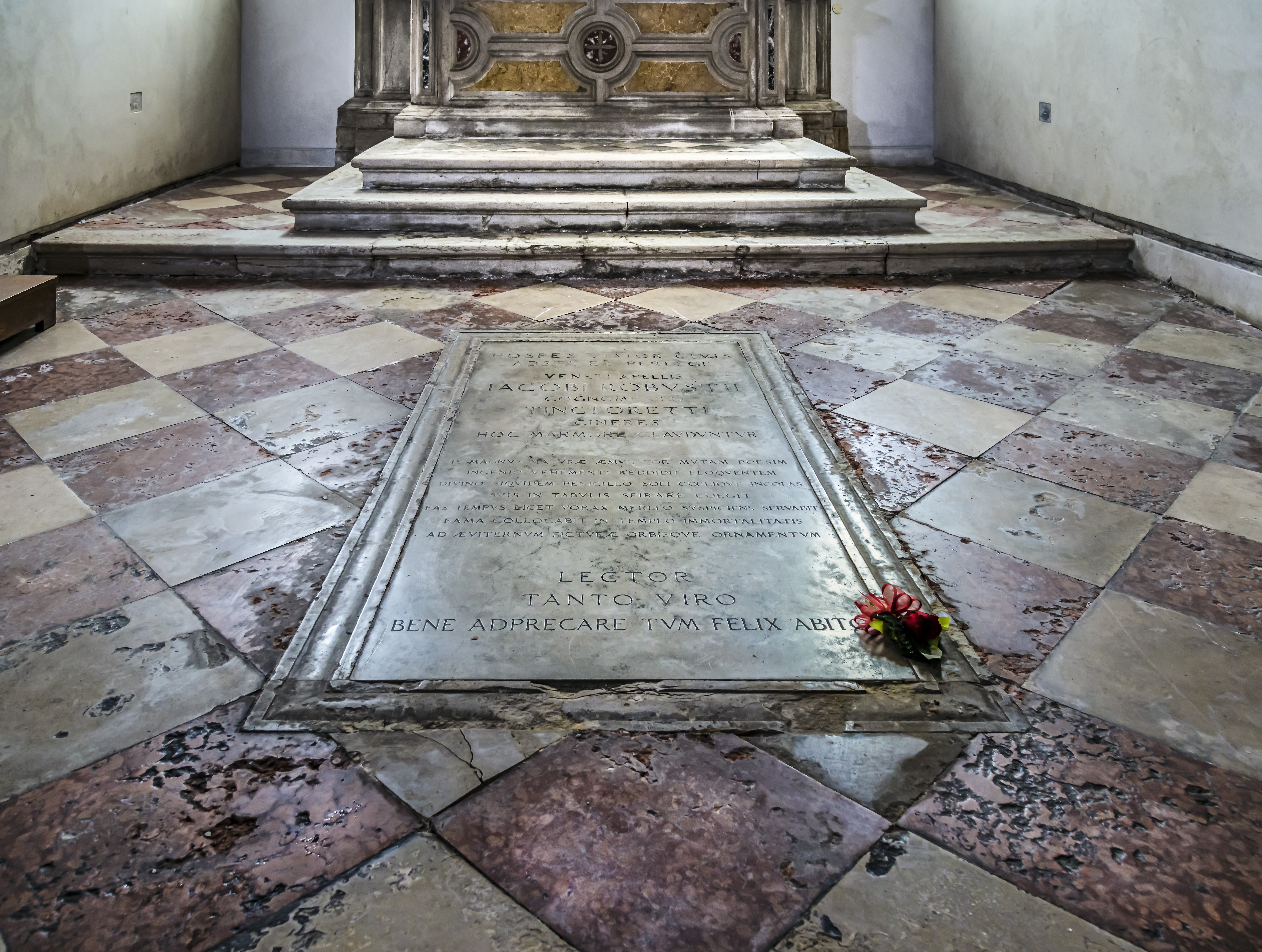
Grób Tintoretta w Kościele Madonny dell’Orto w Wenecji

Był synem farbiarza tkanin, stąd jego przydomek Il Tintoretto (pol. Farbiarczyk).
Przez całe życie związany był z rodzinną Wenecją.
Kształcił się w kręgu Bonifacia Veronesego, Parisa Bordona i Andrea Schiavone. Inspirowany dziełami Tycjana, Michał Anioła i Parmigianina.
Malował historie biblijne, żywoty świętych, przedstawienia mitologiczne, historyczne i alegoryczne oraz liczne portrety. Wykształcił styl pełen dynamiki i dramatycznej ekspresji. W kompozycjach religijnych stosował niezwykłe efekty świetlne, układy diagonalne i skróty perspektywiczne.
Tworzył cykle monumentalnych obrazów dekoracyjnych o tematyce głównie religijnej na zlecenie weneckich bractw religijnych i instytucji kościelnych, m.in.: dla Scuola di San Marco (1548–1566), Scuola Grande di San Rocco (56 płócien w latach 1564–1567, 1575–1581, 1583–1587) i Pałacu Dożów (1562–1587). Pracował też na zlecenie dworów w Pradze (ok. 1577–1578), Mantui (1578–1580) oraz Escorialu (1583 i 1587).
Zmarł podczas epidemii dżumy, po 2 tygodniach wysokiej gorączki, w wieku 75 lat. Pochowany został w swoim kościele parafialnym Madonna dell’Orto, w kaplicy po prawej stronie ołtarza głównego. Tam spoczywają też jego dzieci Domenico i Marietta. Dla tego kościoła namalował kilka obrazów, m.in. 2 monumentalne płótna: Sąd Ostateczny i Adoracja złotego cielca.
Jego dzieci: Marietta (1556–1590), Domenico (1562–1635) i Marco (1561–1637) również byli malarzami.
W znacznym stopniu pod wpływem Tintoretta ukształtował się jako artysta El Greco.

## Dzieła

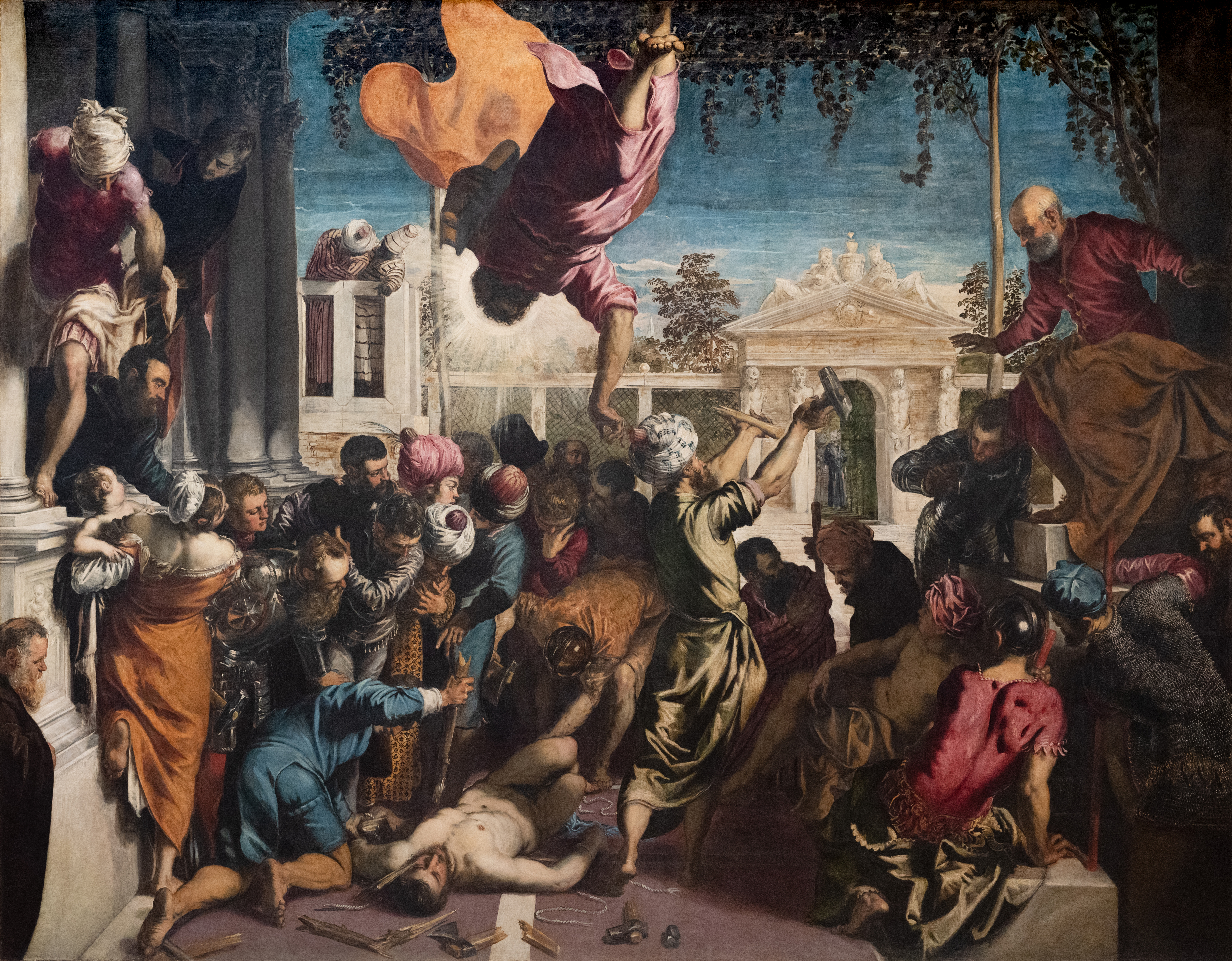
Cud świętego Marka (1548), Gallerie dell’Accademia, Wenecja

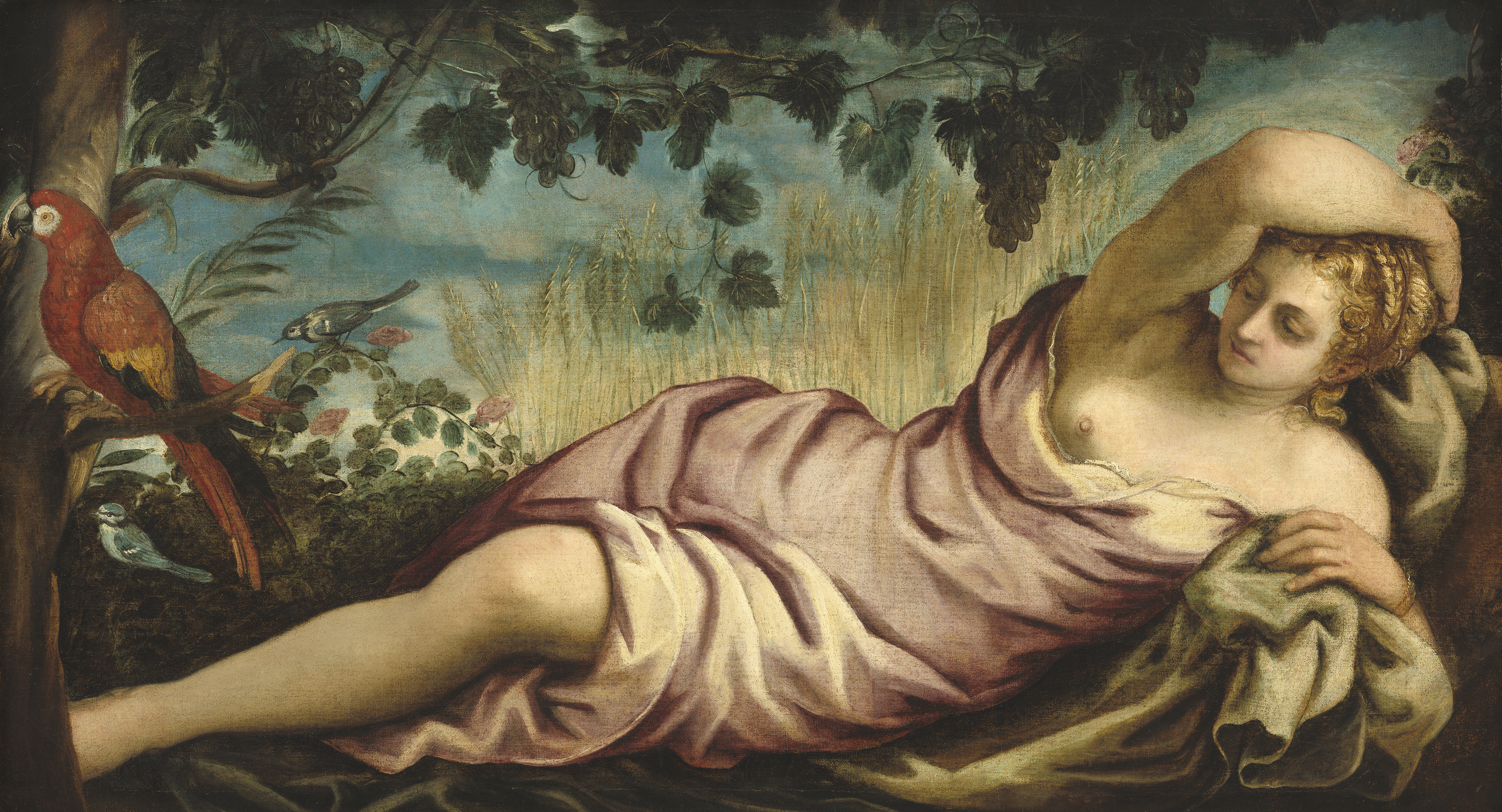
Lato (1555), National Gallery of Art, Waszyngton

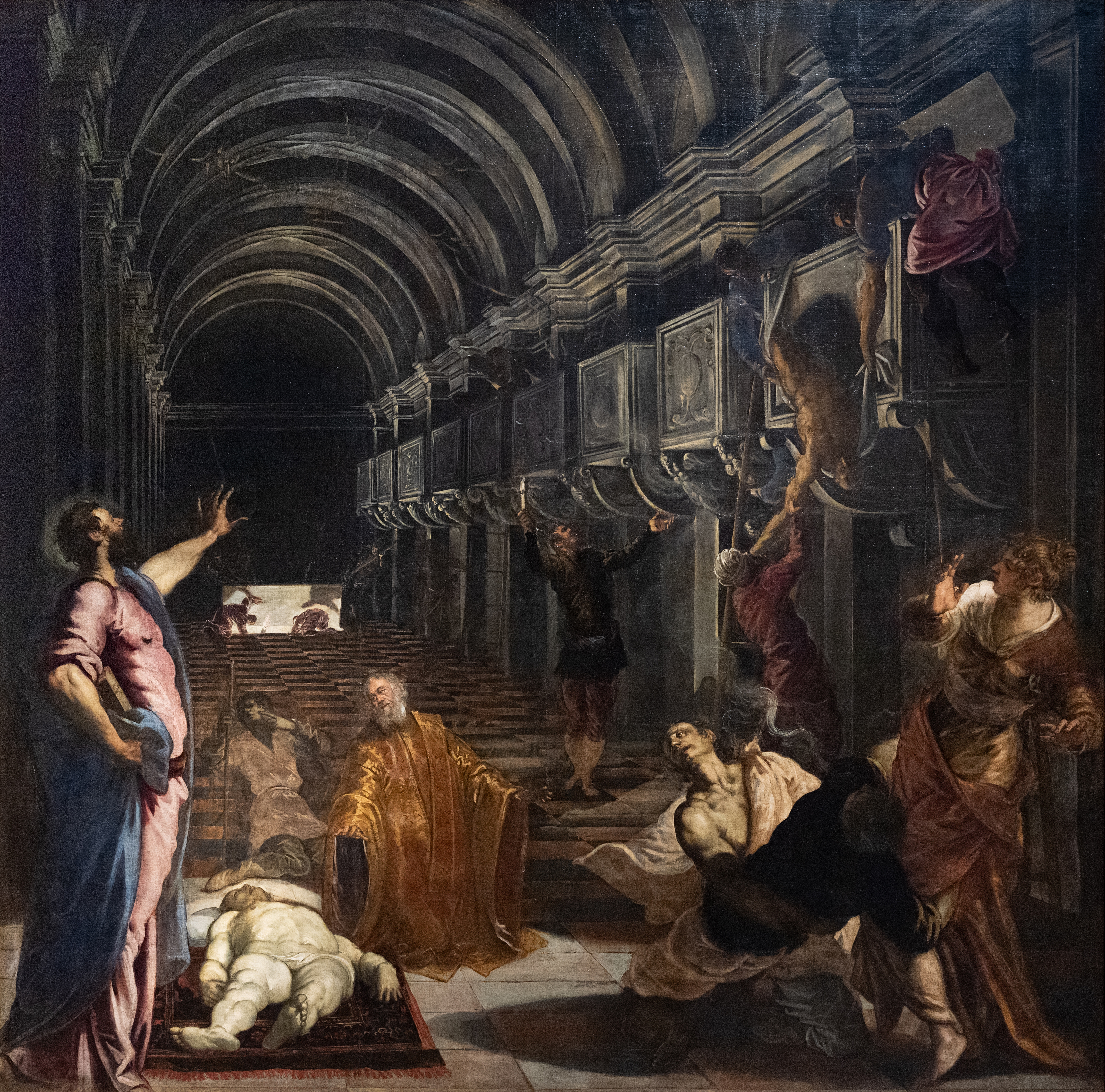
Odnalezienie ciała św. Marka (1562-66), Pinakoteka Brera, Mediolan

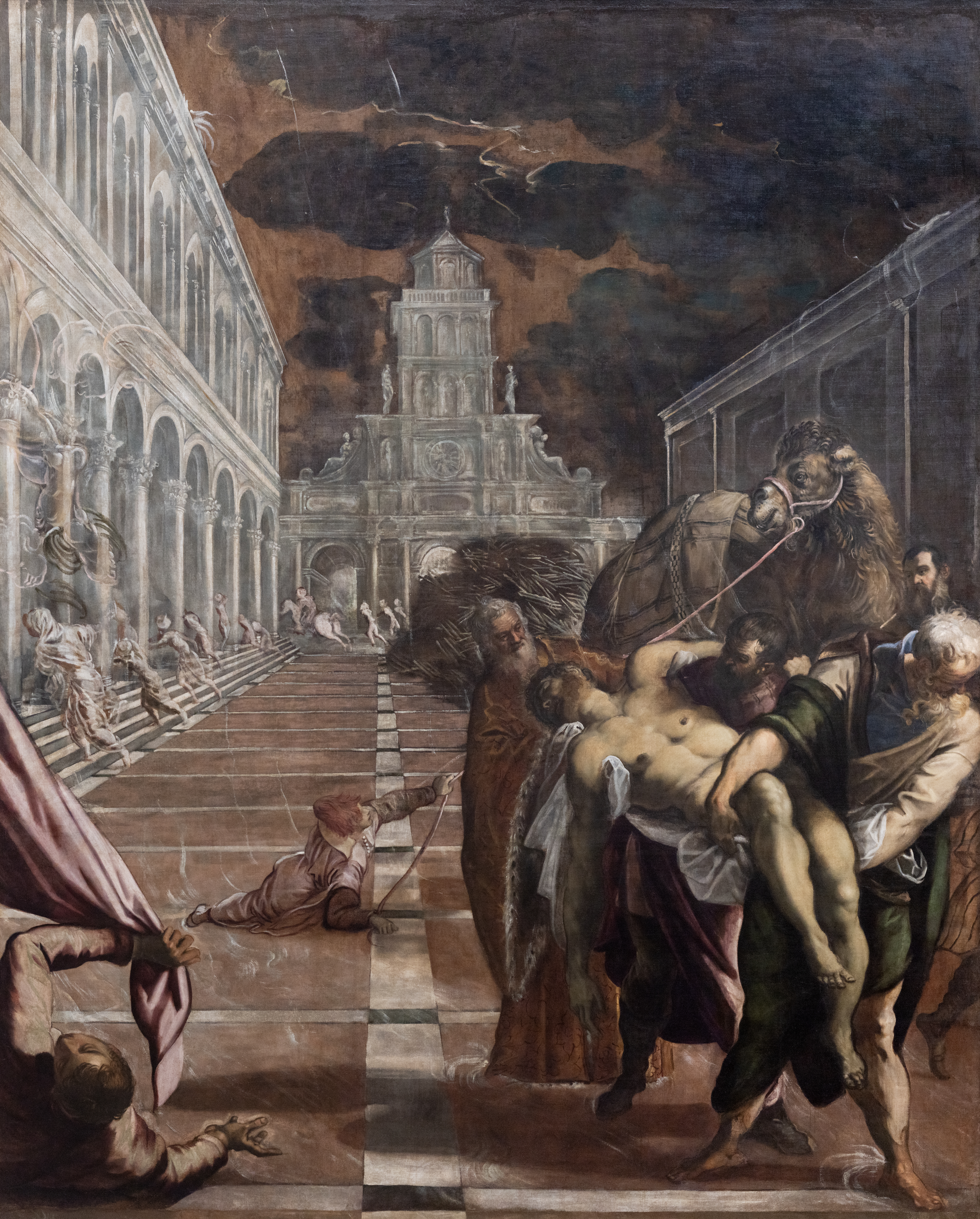
Przeniesienie ciała św. Marka (1562-66), Gallerie dell’Accademia, Wenecja

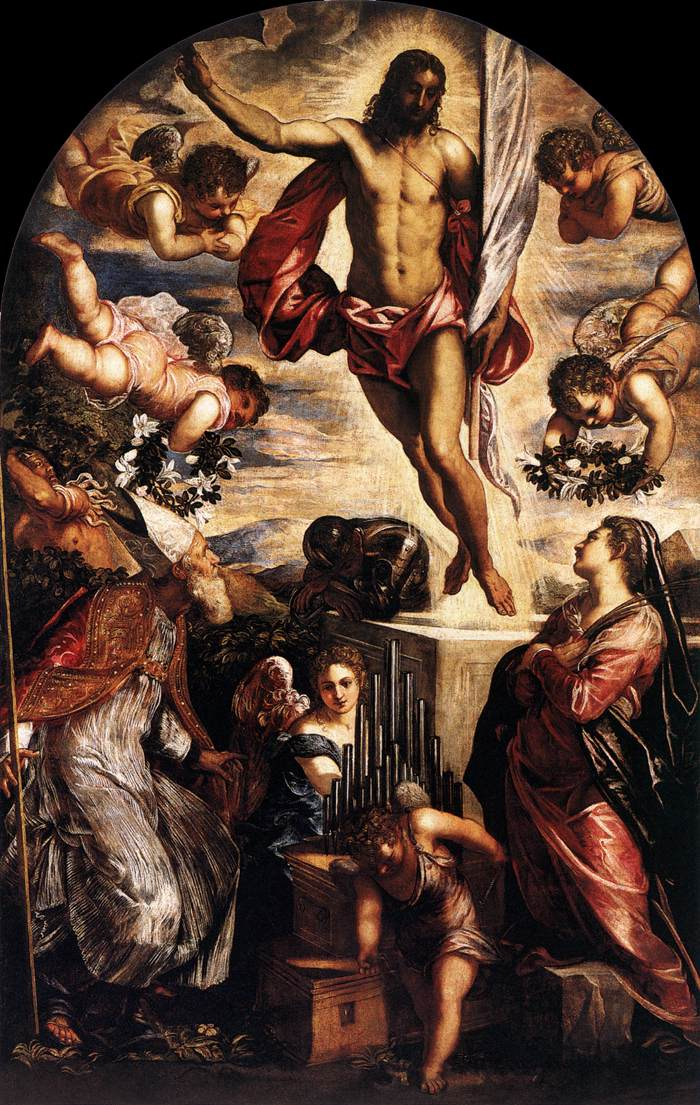
Zmartwychwstanie Jezusa Chrystusa (1565)

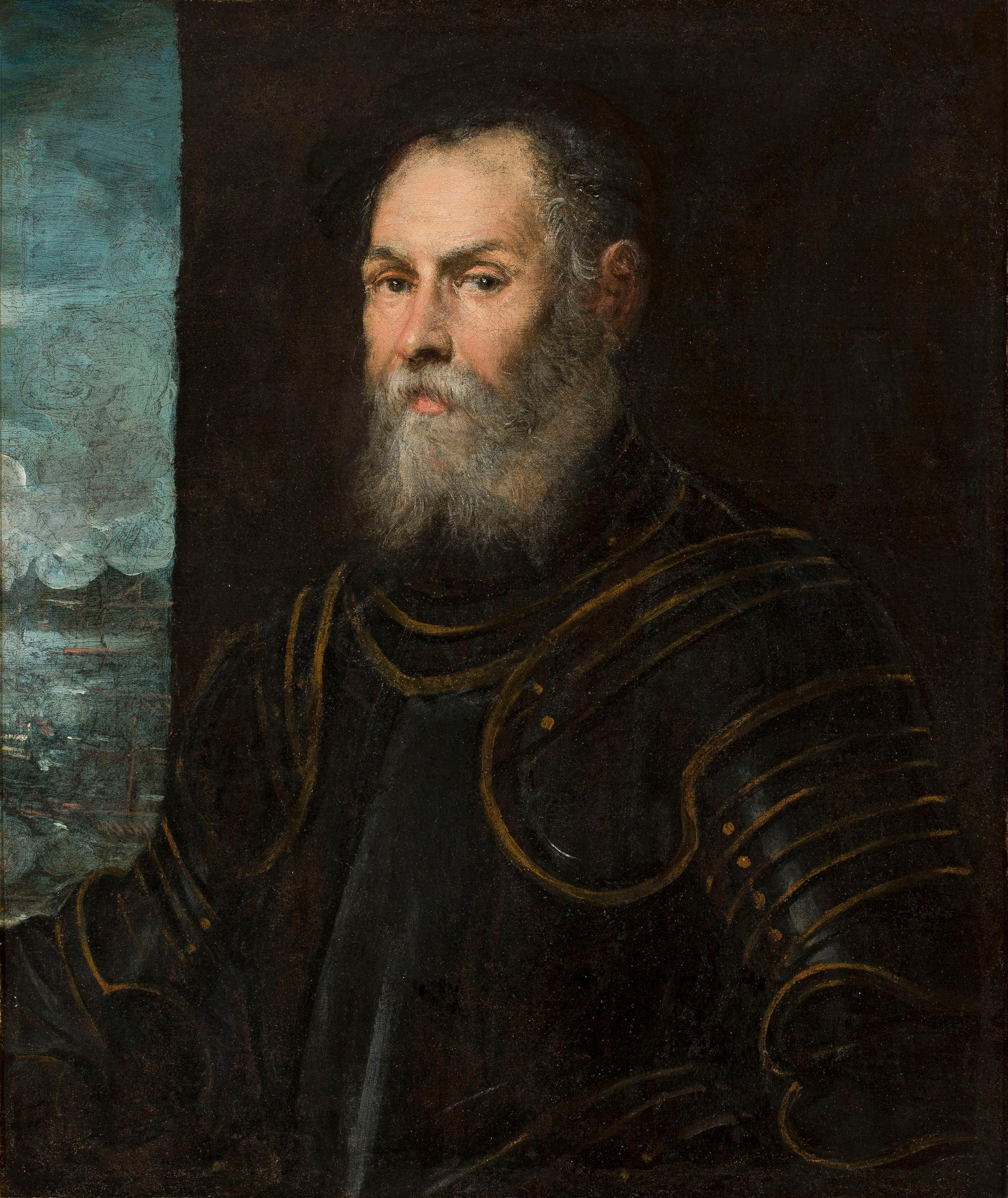
Portret weneckiego admirała lata 70 XVI w., Muzeum Narodowe w Warszawie

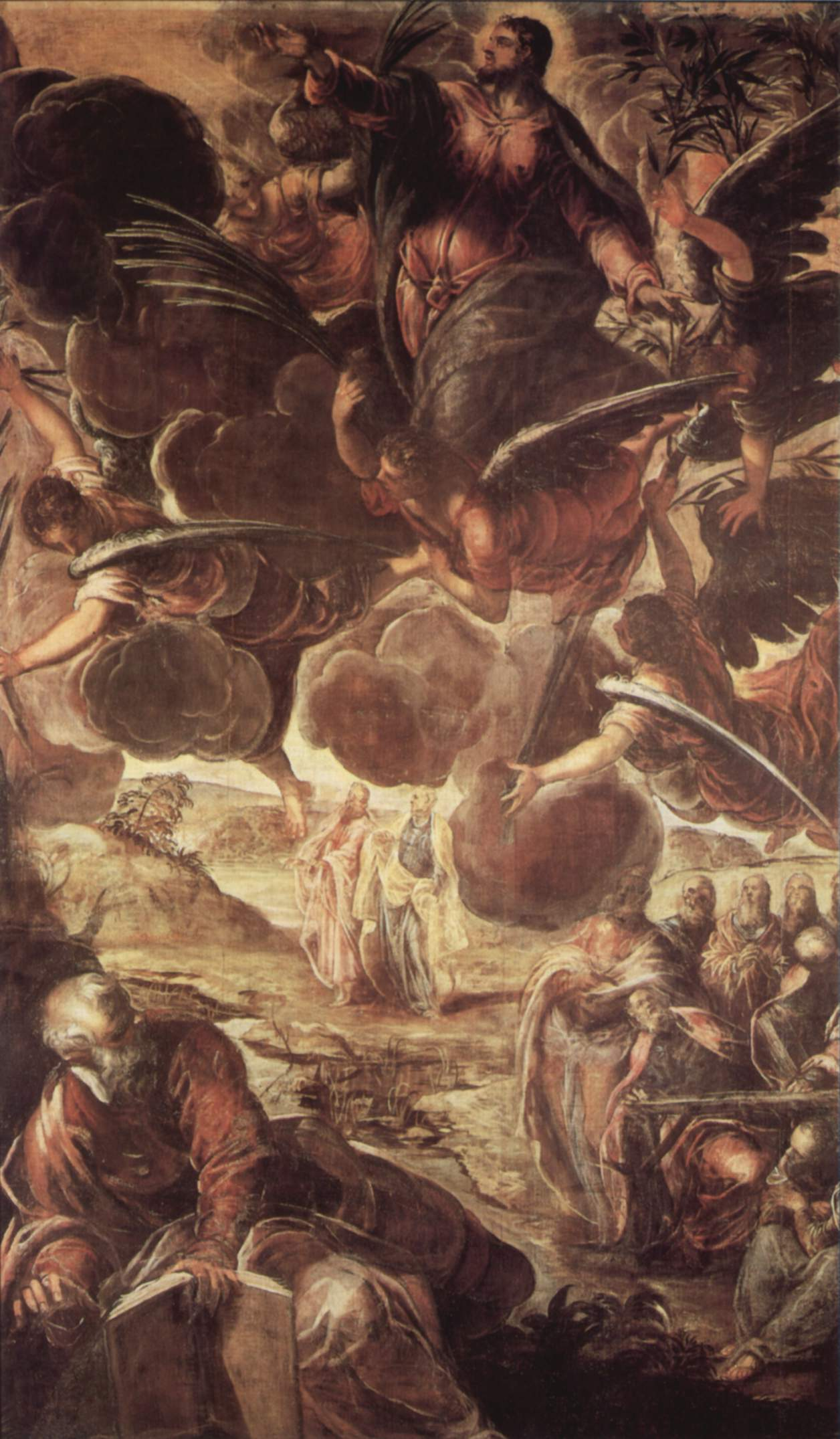
Wniebowstąpienie (1578-81), Scuola Grande di San Rocco, Wenecja

- Wieczerza w Emmaus – 1542–1543, olej na płótnie, 156 × 212 cm, Szépművészeti Múzeum, Budapeszt
- Święty Jerzy – 1543–1544, olej na płótnie, 122 × 92 cm, Ermitaż, St. Petersburg
- Bitwa pod Asolą – 1544–1545, olej na płótnie, 197 × 467,5 cm, Galeria Malarstwa i Rzeźby Muzeum Narodowego w Poznaniu (depozyt z kolekcji Barbara Piasecka Johnson)
- Chrystus i jawnogrzesznica  – ok. 1545, olej na płótnie, 117 × 168 cm, Galleria Nazionale d’Arte Antica, Rzym
- Wulkan zaskakuje Wenus i Marsa – ok. 1545, 134 × 198, Stara Pinakoteka
- Przemienienie Pawła – ok. 1545, olej na płótnie, 152 × 236 cm, National Gallery of Art, Waszyngton
- Obmywanie nóg – ok. 1547, olej na płótnie, 210 × 533 cm, Prado, Madryt
- Ostatnia Wieczerza – 1547, olej na płótnie, 157 × 443 cm, kościół San Marcuola, Wenecja
- Poświęcenie Marii w świątyni – 1552, olej na płótnie 429 × 480 cm, kościół Madonna dell’Orto, Wenecja
- Lato – 1555, olej na płótnie, 105.7 × 193 cm National Gallery of Art, Waszyngton
- Św. Jerzy w walce ze smokiem – 1555–1558, National Gallery w Londynie
- Zuzanna i starcy – ok. 1555, olej na płótnie, 147 × 194 cm, Muzeum Historii Sztuki w Wiedniu, Wiedeń
- Oswobodzenie Arsinoe – 1555–1556, olej na płótnie, 153 × 251 cm Galeria Obrazów Starych Mistrzów w Dreźnie
- Sąd Ostateczny – 1558, olej na płótnie, 1450 × 590 cm, kościół Madonna dell’Orto, Wenecja
- Wesele w Kanie – 1561, olej na płótnie, 435 × 535 cm, kościół Santa Maria della Salute, Wenecja
- Portret weneckiego admirała – 1570, olej na płótnie, 81 × 68 cm, Muzeum Narodowe w Warszawie
- Portret doży Pietra Loredano – ok. 1570, olej na płótnie, 127 × 100 cm, Muzeum Sztuk Pięknych, Budapeszt
- Leda z łabędziem – ok. 1570, olej na płótnie, 162 × 218 cm, Galeria Uffizi, Florencja
- Chrystus nad Morzem Galilejskim – 1575–1580, National Gallery of Art, Waszyngton
- Powstanie Drogi Mlecznej  – 1575, National Gallery w Londynie
- Tarkwiniusz i Lukrecja – 1578–1580, olej na płótnie, 171 × 151,5 cm, Art Institute, Chicago
- Judyta i Holofernes – ok. 1579, olej na płótnie, 188 × 251 cm, Prado, Madryt
- Chrystus w domu Marii i Marty – ok. 1580, olej na płótnie, 200 × 132 cm, Stara Pinakoteka, Monachium
- Danae – 1583–1585, olej na płótnie, 142 × 182 cm, Musée des Beaux-Arts, Lyon
- Herkules wypędza Fauna z łoża Omfale – ok. 1585–1590, olej na płótnie, 112 × 106 cm, Muzeum Sztuk Pięknych w Budapeszcie
- Autoportret – ok. 1588, olej na płótnie, 63 × 52 cm, Luwr, Paryż
- Zbieranie manny – 1590, olej na płótnie, 377 × 576 cm, kościół San Giorgio Maggiore, Wenecja
- Złożenie do grobu – 1592–1594, olej na płótnie, 288 × 166 cm, kościół San Giorgio Maggiore, Wenecja
- Ostatnia Wieczerza – 1592–1594, olej na płótnie 365 × 568 cm, kościół San Giorgio Maggiore, Wenecja

### Gallerie dell’Accademia
- Cud świętego Marka – 1548, olej na płótnie, 415 × 541 cm, Gallerie dell’Accademia Wenecja
- Grzech pierworodny – ok. 1550, olej na płótnie, 150 × 220 cm, Gallerie dell’Accademia, Wenecja
- Stworzenie zwierząt – 1550–1552, olej na płótnie, 151 × 258 cm, Gallerie dell’Accademia, Wenecja
- Święci Jerzy i Ludwik z Tuluzy – 1552, Gallerie dell’Accademia, Wenecja
- Przeniesienie ciała św. Marka – 1562, olej na płótnie, 398 × 315 cm, Gallerie dell’Accademia, Wenecja
- Święty Marek ratujący Saracena – 1562, olej na płótnie, 398 × 337 cm, Gallerie dell’Accademia, Wenecja
- Odnalezienie ciała św. Marka – 1562–1566, olej na płótnie, 405 × 405 cm Pinakoteka Brera, Mediolan
- Dobrowolne podporządkowanie się prowincji – 1578–1585, olej na płótnie, Gallerie dell’Accademia, Wenecja

### Scuola Grande di San Rocco

#### Sala dell’Albergo
- Św. Roch uzdrawiający zadżumionych – 1549, olej na płótnie, 307 × 673 cm, Scuola Grande di San Rocco, Wenecja
- Alegoria Św. Jana  – ok. 1564, olej na płótnie, 90 × 190 cm, Scuola Grande di San Rocco, Wenecja
- Alegoria Św. Marka – ok. 1564, olej na płótnie, 90 × 190 cm, Scuola Grande di San Rocco, Wenecja
- Alegoria Św. Teodora – ok. 1564, olej na płótnie, 90 × 190 cm, Scuola Grande di San Rocco, Wenecja
- Alegoria Miłości  – ok. 1564, olej na płótnie, 90 × 190 cm, Scuola Grande di San Rocco, Wenecja
- Alegoria Miłosierdzia  – ok. 1564, olej na płótnie, 90 × 190 cm, Scuola Grande di San Rocco, Wenecja
- Ukrzyżowanie – 1565, olej na płótnie 536 × 1224 cm, Scuola Grande di San Rocco, Wenecja
- Chrystus przed Piłatem – 1565, olej na płótnie 515 × 380 cm, Scuola Grande di San Rocco, Wenecja
- Cierniem koronowanie – 1566–1567, olej na płótnie, 285 × 400 cm Scuola Grande di San Rocco, Wenecja
- Św. Roch – 1583–1587, Scuola Grande di San Rocco, Wenecja
- Dźwiganie krzyża (Droga na Kalwarię) – Scuola Grande di San Rocco, Wenecja

#### Sala Zgromadzeń
- Sklepienie
  - Podniesienie spiżowego węża – 1575–1577, olej na płótnie 840 × 520 cm, Scuola Grande di San Rocco, Wenecja
  - Zesłanie manny – 1577, olej na płótnie, Scuola Grande di San Rocco, Wenecja
  - Mojżesz sprawia, że woda tryska ze skały – 1577, Scuola Grande di San Rocco, Wenecja
  - Adam i Ewa – 1577–1578, olej na płótnie, 265 × 370 cm, Scuola Grande di San Rocco, Wenecja
  - Drabina Jakubowa – 1577–1578, olej na płótnie, 660 × 265 cm Scuola Grande di San Rocco,
  - Objawienie Mojżesza – 1577–1578, olej na płótnie, 370 × 265 cm, Scuola Grande di San Rocco, Wenecja
  - Pascha – 1577-78 olej na płótnie, 265 × 370 cm Scuola Grande di San Rocco, Wenecja
  - Słup ognia – 1577–1578, olej na płótnie, 370 × 275 cm, Scuola Grande di San Rocco, Wenecja
  - Eliasz wznoszony przez aniołów – 1577–1578, olej na płótnie, 370 × 265 cm Scuola Grande di San Rocco, Wenecja
  - Rozmnożenie chleba – 1577–1578, olej na płótnie, 370 × 265 cm Scuola Grande di San Rocco, Wenecja
  - Wizja proroka Ezechiela – 1577–1578, olej na płótnie, 660 × 265 cm, Scuola Grande di San Rocco, Wenecja
  - Ofiarowanie Izaaka – 1577–1578, olej na płótnie, 265 × 370 cm Scuola Grande di San Rocco Wenecja
- Ściany
  - Pokłon pasterzy – 1578–1581, olej na płótnie, 542 × 455 cm Scuola Grande di San Rocco, Wenecja
  - Chrystus kuszony przez szatana – 1578–1581, olej na płótnie, cm Scuola Grande di San Rocco, Wenecja
  - Chrystus uzdrawia paralityka – 1578–1581, olej na płótnie, 533 × 529 cm Scuola Grande di San Rocco, Wenecja
  - Rozmnożenie chleba i ryb – 1578–1581, olej na płótnie, 523 × 460 cm Scuola Grande di San Rocco, Wenecja
  - Wskrzeszenie Łazarza – 1578–1581, olej na płótnie, 541 × 356 cm Scuola Grande di San Rocco, Wenecja
  - Ostatnia Wieczerza – 1578–1581, olej na płótnie, 538 × 487 cm Scuola Grande di San Rocco, Wenecja
  - Modlitwa w Ogrójcu – 1578–1581, olej na płótnie, 538 × 455 cm Scuola Grande di San Rocco, Wenecja
  - Zmartwychwstanie – 1578–1581, olej na płótnie, 529 × 485 cm Scuola Grande di San Rocco, Wenecja
  - Chrzest Jana Baptystę – 1579-81 olej na płótnie, 538 × 465 cm Scuola Grande di San Rocco, Wenecja
  - Św. Roch – 1579–1581, olej na płótnie, 250 × 80 cm, Scuola Grande di San Rocco, Wenecja
  - Św. Sebastian – 1579–1581, olej na płótnie, 250 × 80 cm, Scuola Grande di San Rocco, Wenecja
  - Widzenie św. Rocha – ok. 1588, olej na płótnie, 495 × 246 cm, Scuola Grande di San Rocco, Wenecja

#### Sala nabożeństw
- Wniebowstąpienie – 1578-1881, olej na płótnie, 539 × 325 cm, Scuola Grande di San Rocco, Wenecja
- Pokłon Trzech Króli – 1582, olej na płótnie, 425 × 544 cm Scuola Grande di San Rocco, Wenecja
- Rzeź niewiniątek  – 1582–1587, olej na płótnie, 422 × 546 cm Scuola Grande di San Rocco, Wenecja
- Maria z Egiptu – 1582–1587, olej na płótnie, 425 × 211 cm Scuola Grande di San Rocco, Wenecja
- Ucieczka do Egiptu – 1583–1587, olej na płótnie 422 × 580 cm, Scuola Grande di San Rocco, Wenecja
- Maria Magdalena – 1583–1587, olej na płótnie 425 × 209 cm, Scuola Grande di San Rocco, Wenecja
- Zwiastowanie – 1583–1587, olej na płótnie, 422 × 545 cm Scuola Grande di San Rocco, Wenecja
- Ofiarowanie w świątyni – 1587, olej na płótnie, 440 × 482 cm Scuola Grande di San Rocco, Wenecja

### Pałac Dożów
- Kuźnia Wulkana – 1576–1577, olej na płótnie, 145 × 156 cm Pałac Dożów, Wenecja
- Minerwa i Mars – 1576–1577, olej na płótnie, 148 × 168 cm Pałac Dożów, Wenecja
- Merkury i trzy Gracje – 1576–1577 olej na płótnie, 146 × 155 cm Pałac Dożów, Wenecja
- Wesele Bachusa i Ariadny – 1577–1578, olej na płótnie, Pałac Dożów, Wenecja
- Dobrowolne podporządkowanie się prowincji – 1578–1585, olej na płótnie, Pałac Dożów, Wenecja
- Raj – 1588–1594, olej na płótnie 700 × 2200 cm, Pałac Dożów, Wenecja